# 於フ子
於フ子（おふね、生年不詳 - 天文22年（1553年））は、戦国時代の女性。高梨澄頼の娘。村上義清の側室。

## 生涯
信濃国中野城主・高梨澄頼の娘として誕生。高梨政頼の姉妹にあたる。
北信濃の戦国大名・村上義清の側室となる。嫁いだ正確な時期は不明だが、天文19年（1550年）に父・政頼と村上義清が和睦しているので、その直後とも考えられる。
天文22年（1553年）、村上氏本城の葛尾城が甲斐国の武田信玄によって陥落すると、城から千曲川対岸にある東国寺を目指して脱出し北へ走る。途中で千曲川にぶつかるが、機転を利かせた船頭によって対岸に渡ることに成功し、お礼に自らの笄を渡したという（笄の渡し）。その後、夫の戦死の報を聞いて、子とともに千曲川に身投げしたと伝わる（しかし、義清戦死は誤報だった）。自害の手段については異説も存在する。また途中で敵兵に見つかって惨殺されたとも、高梨館に落ち延びて自害はしなかったともいう。
しかし、戦国時代の女性の風俗は髪を束ねて後ろに長く垂らしており笄を必要としていない。髷を結い笄を身につけるのは江戸時代からの風習であるので、この伝説は江戸時代の創作とする説がある。また、千曲川に面する葛尾城の麓は高い崖が連なっていたとされ、この崖下の流れの浅瀬を選んで渡っていたことから「高崖の渡し」というのが本来とされる。それが落城伝説とのこじつけで変化した、との言い伝えも存在している。